# Kalcapion
Kalcapion – rodzaj chrząszczy z rodziny pędrusiowatych, podrodziny Apioninae i plemienia Kalcapiini.
Takson ten opisany został w 1906 roku przez Friedricha Juliusa Schilsky'ego. Dawniej traktowany był jako podrodzaj z rodzaju Apion.
Chrząszcze te mają rowki na czułki przedłużone tak, że na spodzie głowy łączą się w jeden ostrokrawędzisty rowek. Czułki smukłe, o drugim członie biczyka widocznie cieńszym niż pierwszy.
Należą tu gatunki:
- Kalcapion pallipes (W. Kirby, 1808)
- Kalcapion semivittatum (Gyllenhal, 1833)
- Kalcapion separandum (Aubé, 1866)

W Polsce występuje tylko ten pierwszy.